# La bruja del mediodía
La bruja del mediodía (en checo: Polednice), Op. 108, B. 196, es un poema sinfónico escrito en 1896 por Antonín Dvořák. Está inspirado en el poema de Karel Jaromír Erben Polednice, de la colección Kytice.  Polednice está basado en "Lady Midday" (la bruja del mediodía) de mitología eslava. Es una de las últimas obras orquestales inspiradas en temas nacionales que fueron escritas después de su regreso a su Bohemia natal de los Estados Unidos.

## Sinopsis de "La bruja del mediodía"
Una madre advierte a su hijo que si no se porta bien, llamará a la Bruja del Mediodía para que esta se lo lleve. Él no obedece, y la bruja llega al filo del mediodía. La bruja, descrita como una criatura horrible, exige que se le entregue el niño. La madre, aterrorizada de que la bruja haya llegado, agarra a su hijo, y la bruja comienza a perseguirlos. Finalmente la madre se desmaya atrapando a su hijo. Más tarde durante ese mismo día, el padre llega a casa, y encuentra a su esposa desmayada con el cuerpo muerto de su hijo en sus brazos. La madre había asfixiado accidentalmente a su hijo mientras lo protegía de la bruja. La historia termina con el lamento del padre por el terrible suceso.

## Composición
La pieza está escrita para orquesta sinfónica clásica del siglo XIX con la incorporación de un clarinete bajo y campanas tubulares.
La música de Dvořák sigue la historia de cerca y la instrumentación se utiliza a menudo para ilustrar personajes y acontecimientos: el oboe y el clarinete bajo se utilizan para representar al niño que se porta mal y a la bruja respectivamente, mientras que doce golpes de campana señalan la llegada del mediodía. Durante la persecución de la bruja, la música varía entre dos compases diferentes como un recurso dramático adicional.
Una actuación semipública fue celebrada en el Conservatorio de Praga el 3 de junio de 1896 bajo la dirección de Antonín Bennewitz. Su estreno público fue el 21 de noviembre de 1896 en Londres, bajo la dirección de Henry Wood. La pieza dura unos 13 minutos.